# Jacques-Joseph Brassine
Jacques Brassine, né à Namur, le 12 octobre 1830 et mort à Auderghem, le 25 décembre 1899 est un général et ministre de la Guerre belge.

## Biographie
Jacques Joseph Brassine est le fils aîné de Pierre Brassine et Catherine Dury; il a 5 frères et 2 sœurs. Il épouse Eugénie Dugniolle le 10 octobre 1855 à Ixelles. Il aura 3 enfants : Eugène (1er novembre 1856 à Ixelles-18 février 1927 à Auderghem), Charles (1er mai 1858 à Ixelles-17 février 1869 à Louvain), Sophie, (14 mars 1860 à Ixelles-1865 à Ixelles).
Jacques Brassine s'engage le 8 décembre 1845, à 15 ans, dans le régiment des Grenadiers. Il entre à l'École royale militaire en avril 1848. Il en sortira à la tête de sa promotion, en 1850. Il est nommé aide de camp du général Daman. Il est promu capitaine en 1859 et major en 1870. À la suite de la défaite française lors de la guerre franco-allemande de 1870, il est désigné pour commander le camp d'internement de soldats français en Belgique. Les Français lui seront reconnaissants de son humanité envers eux et en 1882, il sera décoré commandeur de l'ordre de la Légion d'honneur par le président Jules Grévy.
Il est nommé colonel en 1878, doit quitter le régiment des Grenadiers et prend à Anvers le commandement du 6e régiment d'infanterie, où il contribuera à humaniser la vie de caserne. Il est désigné le 30 mars 1882 pour commander la 4e brigade d'infanterie. Nommé général-major le 25 juin 1883, le 29 décembre suivant il prend le commandement de la 3e brigade. Il sera appelé ensuite à la tête de la 2e division d'Infanterie.
Le roi Léopold II le nomme lieutenant-général, grade le plus élevé dans la hiérarchie militaire belge, le 26 juin 1890 et, le 11 octobre suivant, il reçoit le commandement de la 4e division d'Infanterie.

### Ministre de la Guerre
À cette époque, le pays est divisé sur la question du service militaire, organisé par tirage au sort. Mais ceux astreints au service militaire, possédant une certaine fortune, pouvaient payer quelqu'un pour les remplacer. Ce qui diminuait la fiabilité de la troupe. Le 4 mai 1893, Jacques Brassine est appelé par le roi Léopold II à prendre le portefeuille de la Guerre dans le cabinet de Burlet. Il pose le vote du service personnel comme condition. Ce texte est sans cesse reporté et Brassine finit par démissionner en 1896. Le 18 mars 1897, il est admis à la pension de l'armée tout en restant aide de camp du roi Léopold II.
Après sa démission, Brassine vient s'installer à Auderghem, à l'orée de la forêt de Soignes, dans la villa Les Glycines.  
À la suite de son décès le 25 décembre 1899 du diabète, ses funérailles sont célébrées à l'église Saint-Anne d'Auderghem et il est inhumé au cimetière d'Ixelles.

## Distinctions
- Grand officier de l'ordre de Léopold en 1894 (Belgique)[2].
- Grand cordon de l'Aigle rouge de Prusse.
- Grand-croix de l'ordre  de la Couronne de Prusse.
- Ordre royal de Dannebrog (Danemark).
- Chevalier de l'ordre des Séraphins (Suède).